# Eric Stokes (giocatore di football americano 1999)
Eric Jamane Stokes (Covington, 1º marzo 1999) è un giocatore di football americano statunitense che milita nel ruolo di cornerback per i Las Vegas Raiders della National Football League (NFL).

## Carriera universitaria
Stokes nel 2017 passò il primo anno a Georgia come redshirt, poteva cioè allenarsi con la squadra ma non scendere in campo. L'anno seguente disputò 13 partite, di cui 3 come titolare, con 20 tackle. Nel 2019 partì come titolare in 13 gare su 14, facendo registrare 38 placcaggi e un sack. Tornò come titolare nel 2020 dove fece registrare il suo primo intercetto che ritornò in touchdown, nella gara di apertura della stagione. Concluse l'annata con 4 intercetti e 2 touchdown.

## Carriera professionistica

### Green Bay Packers
Stokes fu scelto come 29º assoluto nel Draft NFL 2021 dai Green Bay Packers. Debuttò come professionista nella gara del primo turno contro i New Orleans Saints facendo registrare un passaggio deviato. Dopo le difficoltà di Kevin King fu nominato cornerback titolare sul lato opposto a Jaire Alexander. La sua stagione da rookie si chiuse con 52 tackle, un intercetto e 14 passaggi deviati in 16 presenze, 14 delle quali come titolare.

### Las Vegas Raiders
Il 13 marzo 2025 firmò con i Las Vegas Raiders.